# 류필립
류필립(1989년 7월 11일 ~)은 2014년 소리얼 미니 앨범 [So Real Story]로 데뷔한 대한민국의 가수다.
한편, 어머니 유금란은 1997년 KBS 슈퍼탤런트 3기(공채 20기)로 데뷔했는데 당시 유금란 등 미시탤런트(62년 이후 태어난 결혼 2년 이상 주부)를 별도로 뽑았지만 동아TV GTV 등 타방송사로부터 "성상품화"란 비난을 받아왔고 KBS는 슈퍼탤런트 3기(공채 20기)를 끝으로 공채 탤런트 제도를 잠정 폐지했다.

## 방송
- 스타사관학교 (2009)
- 아이돌 리부팅 프로젝트 더 유닛 (2017)
- 살림하는 남자들 시즌2 (2018)
- 모던패밀리 (2019)
- 보이스킹 (2021) - Top40(27위)
- 헬로트로트 (2021) - Top30(23위)

## 음반
- 하늘벽에 오르다 OST (2014)
- 사랑해 엄마 (2019)
- 헬로트로트 Part.2 (2022)
- 헬로트로트 Part.3 (2022)

### 소리얼
- So Real Story (2014)

### Tri:al
- One And Only (2018)

### K4
- 폭풍 같은 사랑 (2022)

## 영화
- 얼굴없는 보스 (2019) - 포장마차 조폭2 역
- 얼굴없는 보스 : 못다한 이야기 감독판 (2020) - 포장마차 조폭2 역

## 공연
- 사랑해 엄마 (2019)
- 레미제라블 (2021)